# 坂本慎太郎
坂本 慎太郎（さかもと しんたろう、1967年〈昭和42年〉9月9日 - ）は、日本のロック歌手、ギタリスト、音楽プロデューサー。大阪府出身。元ゆらゆら帝国のボーカル。多摩美術大学グラフィックデザイン学科卒業。既婚。

## 来歴
1989年、ロックバンド・ゆらゆら帝国のボーカル&ギターとして活動を始める。
2010年、11thアルバム『空洞です』を以て、ゆらゆら帝国を解散。
2011年、salyu × salyuのアルバム、『s(o)un(d)beams』に作詞3曲を提供。その後、自身のレーベル「zelone records」を設立。9月に7インチ・レコード「幽霊の気分で」でソロ・デビュー。11月18日にソロ・アルバム『幻とのつきあい方/How To Live With A Phantom』リリース。
女性ポップスバンド・ママギタァのアルバムリリースやドラマ『まほろ駅前番外地』の劇中音楽なども担当。2014年5月28日に2ndソロアルバム『ナマで踊ろう/Let's Dance Raw』をリリース。1st、2ndともに海外でリリースされている。
ゆらゆら帝国解散以降ヨ・ラ・テンゴ来日公演におけるシークレット・ゲストとしての出演を除きライブでの演奏は行なっていなかったが、2017年10月27日にドイツのケルンで行われたイベント「Week-End Festival #7」に出演、バンド解散から実に7年越しの初ソロライブを敢行。
2018年1月17日、29日に東京LIQUIDROOMで初の国内ソロライブを行い、ライブ活動を再開した。
2019年、アメリカ・ツアーを行う。Mayer Hawthorne、デヴェンドラ・バンハートとのスプリット・シングル、ブラジル・サンパウロのO Ternoの新作に1曲参加。最新シングルは「小舟」を7インチ・レコードと音楽配信でリリース。
2020年公開のアニメーション作品『音楽』で主人公・研二の声優を担当し、同作は第75回毎日映画コンクール・大藤信郎賞を受賞するなど評価された。

## 人物
大阪府に生まれる。2歳で神奈川県横浜市へ転居し、川崎市、東京都小金井市、ふたたび川崎市で過ごしたのち小学5年の途中に山口県下関市へ転居。中学を福岡県、高校を長野県と各地を転々として育った。多摩美術大学グラフィックデザイン学科卒業。既婚で、子供がいる。なるべく洗わずにキープするという天然パーマのボリュームヘア、非常に薄い眉毛（のばすと海苔のようになってしまうためごく短く刈っているらしい）という特徴的なヴィジュアルの持ち主。ライブでは赤いパンタロンを着用することが多い。メジャー・デビュー前は点々に剃った眉毛と、前髪を極端に短くしたロングヘアーに尻が半分見えるほど下がったズボンを着用し、上半身裸でライブに登場していた。
水木しげるとピーター・アイヴァースを信奉し、水木には実際に会って愛器のギターにイラストを書いて貰う。自分のアイドルとしてジミ・ヘンドリックスを挙げている。好物はうどん。理解できない音楽にザ・フーを挙げる （『Quick Japan』太田出版・100号企画の対談より）。
ゆらゆら帝国やソロでも、独特の世界観の構築において主軸的な役割を果たし、レパートリーの作詞やCDなどアートワークのほとんどを担当。画集も発表している。
初期の頃はマリア観音の影響があり、メンバーの松井徹とはテレクラの受付のバイトをしていた。
本人曰く、喋りが得意ではないとのことで、声でのメディア露出は稀である。その際の曲紹介においても「照れ臭い」との理由からラジオパーソナリティに任せている。（『ミュージックスクエア』1999年・NHK-FM）。